# GWR 4900 Class
GWR 4900 Class компании Great Western Railway, также известный как Hall Class (Холл) — грузопассажирский британский паровоз типа 2-3-0, выпускавшийся с 1928 по 1943 год.

## История

### Прототип
4900 класс появился как попытка создать универсальный паровоз, одинаково пригодный как для вождения пассажирских, так и грузовых поездов. Прототип был создан 1924 году путём переделки паровоза 2925 «Saint Martin» класса Saint, у которого прежде всего уменьшили диаметр движущих колёс, что должно было повысить силу тяги, а также установили новую более современную будку машиниста. Автором проекта переделки стал инженер Чарльз Коллет. Новому паровозу присвоили номер 4900, после чего приступили к его испытаниям, которые длились около трёх лет. За это время Коллет внёс ещё несколько небольших изменений в конструкцию паровоза, в том числе повысил испаряющую поверхность котла.

### Производство
После удовлетворительного завершения испытаний, заводу Swindon Works был выдан заказ на изготовление новых паровозов, которые начали поступать на дорогу с 1928 года. По сравнению с прототипом, у серийных паровозов был уменьшен на 2 дюйма диаметр бегунковых колёс (до 3 футов или 914 мм) и несколько изменён парораспределительный механизм. По сравнению с классом Saint, масса паровоза возросла на 5600 фунтов (2,5 тонны) и достигла 168 тысяч фунтов (76,2 тонн), а сила тяги повысилась с 24 935 фунтов (110,92 кН) до 27 275 (121,33 кН).
Первые 14 локомотивов были отправлены на Корнскую линию (Корнуолл), имеющую сложный профиль. Там паровозы показали себя весьма успешно, поэтому остальные представители семейства начали распределяться по остальным участкам GWR. К 1930 году уже было выпущено 80 паровозов, когда заказ повысили ещё на 178 штук. В 1935 году в строю уже находились 150 паровозов, а в 1943 году завод выпустил последнего из них — № 6958 «Oxburgh Hall». Всего же было построено 259 паровозов, включая прототип.

### Служба в Британских железных дорогах
В 1948 году, в связи с поглощением Great Western Railway государственной компанией British Railways, почти все паровозы Hall Class перешли в локомотивный парк последней. Исключением стал № 4911 «Bowden Hall», уничтоженный в апреле 1941 года в Плимуте из-за прямого попадания бомбы. В 1959 года из инвентарного парка дороги был исключён паровоз № 4900 «Saint Martin» (прототип), чей пробег к тому времени составлял уже 2 092 500 километров, включая период до переделки. Вскоре началось исключение и остальных паровозов.

## Сохранившиеся паровозы
| Номер | Имя              | Дата постройки | Дата исключения из инвентаря | Комментарий |
| ----- | ---------------- | -------------- | ---------------------------- | --- |
| 4920  | Dumbleton Hall   | Март 1929      | Декабрь 1965                 | На выставке Warner Bros. Studio Tour, Токио, Япония.                                                                         |
| 4930  | Hagley Hall      | Май 1929       | Декабрь 1963                 | В инвентаре исторической Severn Valley Railway, ожидает ремонта.                                                             |
| 4936  | Kinlet Hall      | Июнь 1929      | Январь 1964                  | В музее Tyseley Locomotive Works. Годен к эксплуатации.                                                                      |
| 4942  | Maindy Hall      | Июль 1929      | Декабрь 1963                 | В Didcot Railway Centre, переделан в GWR Saint Class (регресс).                                                              |
| 4953  | Pitchford Hall   | Август 1929    | Май 1963                     | В инвентаре исторической Epping Ongar Railway. Годен к эксплуатации, но срок освидетельствования котла истёк в августе 2012. |
| 4965  | Rood Ashton Hall | Ноябрь 1930    | Март 1962                    | В музее Tyseley Locomotive Works. Годен к эксплуатации.                                                                      |
| 4979  | Wootton Hall     | Февраль 1930   | Декабрь 1963                 | В инвентаре исторической Lakeside and Haverthwaite Railway. Ожидает восстановления                                           |
| 5900  | Hinderton Hall   | Март 1931      | Декабрь 1963                 | В Didcot Railway Centre, ожидает ремонта.                                                                                    |
| 5952  | Cogan Hall       | Декабрь 1935   | Июнь 1964                    | В инвентаре исторической Llangollen Railway, используется как источник деталей для 6880 Betton Grange.                       |
| 5967  | Bickmarsh Hall   | Март 1937      | Июнь 1964                    | В инвентаре Northampton & Lamport Railway, реставрируется.                                                                   |
| 5972  | Olton Hall       | Апрель 1937    | Декабрь 1963                 | В инвентаре исторической Carnforth. Известен как локомотив «Хогвартс-Экспресса» в фильмах про Гарри Поттера                  |